# بن هیکی
بن هیکی (انگلیسی: Ben Hickey؛ زادهٔ) بازیکن فوتبال اهل بریتانیا است.